# Reopalu
Reopalu est un village de la commune de Väätsa du comté de Järva en Estonie.
Au 31 décembre 2011, il compte 117 habitants.